# Campbellsville
Campbellsville város az USA Kentucky államában. Lakosainak száma 11 426 fő (2020. április 1.).

## Népesség
A település népességének változása:
| Lakosok száma | 9108 | 10 759 | 11 426 |
|               | 2010 | 2012   | 2020   |